# 주요섭
주요섭(朱耀燮, 1902년 11월 24일~1972년 11월 14일)은 대한민국의 소설가, 시인, 영문학자 겸 대학 교수로, 아호는 여심(餘心)·여심생(餘心生), 본은 신안(新安)이다. 한국문학번역협회 회장 등을 지냈다.

## 생애

### 장로교 목사의 아들
그의 형은 주요한(朱耀翰)이며, 막내 동생은 주영섭(朱永涉)이다. 평안남도 대동군 내천면 신양리 외가에서 개신교 목사 주공삼(朱孔三, 아명 주진우(朱珍雨), 1875년~1953년)의 4남 4녀 중 차남으로 출생하였으며, 지난날 한때 평남 강동에서 잠시 유아기를 보낸 적이 있는 그는 이후 평안남도 평양 본가에서 성장하였다. 장로교 목사의 아들인 그는 당연히 종교에 대한 이해가 깊었으므로, 인력거꾼, 사랑 손님과 어머니, 첫사랑 값에서 종교를 민중과 여성을 비참한 삶, 사회의 억압으로부터 해방하지 못하고 있음을 비판적으로 서술하고 있으며, 특히 인력거꾼에서는 비참한 삶을 사는 인력거꾼의 삶을 개선하지 못하고, 예수를 믿으면 천당에 간다면서 현실의 고통을 위로할 뿐(대표적인 인민의 아편)인 개신교의 문제를 비판한다.

### 신경향파 문학
그는 형 주요한을 따라 중국으로 건너가 중국 상하이 후장 대학교를 마친 뒤 다시 미국으로 건너가 미국 스탠퍼드 대학교 대학원에서 교육학 석사 학위를 취득하였다. 중국 유학 경험은 《첫사랑 값》, 《인력거꾼》. 《살인》등 영국 조계에서 영국 관헌들의 폭력으로써 억압을 받으며, 파업과 파학, 파상으로써 즉 노동거부, 학교거부, 상업거부로써 저항하는 중국 노동자들과 지식인들의 삶, 중국 여학생을 사랑하지만 중국과 조선은 전통이 다르니 마음속으로 갈등하는 청년, 조선에서 팔려와 성을 착취당하던 여성이 사랑하는 남자가 생기자 자신을 착취하는 노파를 죽이고 자유를 찾는 이야기 등, 현실을 아무런 꾸밈없이 쓴 신경향파 소설의 소재이다. 
대표작으로는 《사랑 손님과 어머니》, 《아네모네의 마담》, 《개밥》, 《살인》 등이 있고, 문학과 지성사에서 한국문학전집 주요섭 중단편선 《사랑손님과 어머니 외》로 펴내었다. 문학과 지성사에서 펴낸 《사랑손님과 어머니 등》의 작품해설에 따르면, 주요섭 작가는 《사랑 손님과 어머니》의 영향으로 통속소설 작가로만 여겨졌지만, 실제로는 개밥, 살인 등 가난한 사람들, 천대받는 사람들의 비참한 삶을 소재로 글을 쓴 신경향파 작가이며, 《사랑손님과 어머니》도 남편 경선과 사별한 옥희 엄마가 남편 친구와 사랑에 빠지지만 옥희를 "옥희가 대학교에서 공부해 훌륭한 사람이 되어도", "사람들이" "화냥년의 딸"이라고 욕할 것을 염려해서 사랑을 포기한, 여성의 사랑을 억압하는 사회를 5살 여자 어린이인 옥희의 눈으로써 비판한 단편소설이다. 실제 HDTV TV문학관에서는 시어머니는 며느리를 이해하고 죽은 아들의 친구인 영호와 행복하게 살기를 바라지만, 여성의 사랑을 억압하는 사회 때문에 포기하는 옥희 엄마의 갈등에 집중하고 있다.
1984년 주요섭의 이름을 딴 '주요섭 문학상'이 제정되었다. 제1회 수상자는 구인환 서울대 교수이고, 1985년 제2회 수상자는 최진우 중앙대 교수이다.

## 가족 관계
- 아버지: 주공삼(朱孔三, 1875년 6월 16일 ~ 1953년 10월 18일, 개신교 목사. 前 평안남도 평양 연화동교회 목사. 평안남도 조선예수교장로회신학교 졸업.)
- 형: 주요한(朱耀翰, 1900년 10월 14일 ~ 1979년 11월 17일, 소설가, 번역문학가, 시인, 언론인 정치가. 前 대한해운공사 사장.)
- 동생: 주영섭(朱永涉, 1912년 1월 11일 ~ ?, 연극배우, 극작가, 연극연출가. 前 국립연극연구소 연구위원.)

## 학력
- 평안남도 평양 숭덕소학교 졸업
- 평안남도 평양 숭실고등보통학교 수료
- 일본 도쿄 아오야마 중학교 수료
- 중국 장쑤성 쑤저우 안청 중학교 수료
- 중국 상하이 후장 대학교 부속중학교 졸업
- 중국 상하이 후장 대학교 교육학과 학사
- 미국 스탠퍼드 대학교 대학원 교육학과 교육학 석사

## 같이 보기
- 주요한
- 장면
- 현진건
- 피천득
- 정지용